# Akershus universitetssykehus
Akershus universitetssykehus HF (Ahus) är ett universitetssjukhus i Lørenskog i Akershus fylke i Norge. Sjukhuset har omkring 9 000 anställda och omkring 1 000 sängplatser. Det är ett av två universitetssjukhus som är anknutna till Universitetet i Oslo, vid sidan av Oslo universitetssjukhus.
Sjukhuset grundades som Sentralsykehuset i Akershus 1961. I samband med att det blev universitetsjukhus ändrades namnet till Akershus universitetssykehus 2001. Sjukhuset har ett upptagningsområde på omkring 600 000 invånare. Ahus har ansvar för invånarna i Follo og Romerike samt Kongsvinger, Grue, Nord-Odal, Sør-Odal och Eidskog i Innlandet. Dessutom ingår Rømskog kommun i Østfold och de tre nordligaste stadsdelarna i Oslo: Alna, Grorud och Stovner i upptagningsområdet. Sjukhuset är lokaliserat till Nordbyhagen i Lørenskog, Ski och Kongsvinger.

## Historik
Under mellankrigstiden hade inte Akershus fylke ett eget länssjukhus, utan det fanns kommunala sjukhus i Aker, Bærum och Eidsvoll. I övrigt köptes sjukhusplatser i Oslo, huvudsakligen på Rikshospitalet. År 1946 övertog Akershus fylke det sjukhus som Svenska Röda Korset hade drivit i Midtstuen i Oslo under andra världskriget. Därmed fick Akershus sitt första länssjukhus, vilket var lokaliserat i närheten av Holmenkollen, i avvaktan på en permanent lösning av sjukhusfrågan. 
Efter diskussioner beslöts 1946 att Akershus skulle ha ett nytt Sentralsykehus i Nordbyhagen i Lørenskog, och att det skulle stå färdigt senast 1950. Efter många års förseningar startade byggnationen av ett sjukhus, en sjuksköterskeskola samt bostäder för anställda 1955 och blev klar 1959. Omkring oktober 1960 började det tas i drift och 1961 skedde invigningen.

## Nytt sjukhus
Akershus universitetssjukhus blev undervisningssjukhus 2000. Stortinget beslöt 2003 att bygga ett nytt universitetssjukhus i Akershus. Det ritades av danska Arkitektfirmaet C.F. Møller och öppnades 2008.

## Bildgalleri

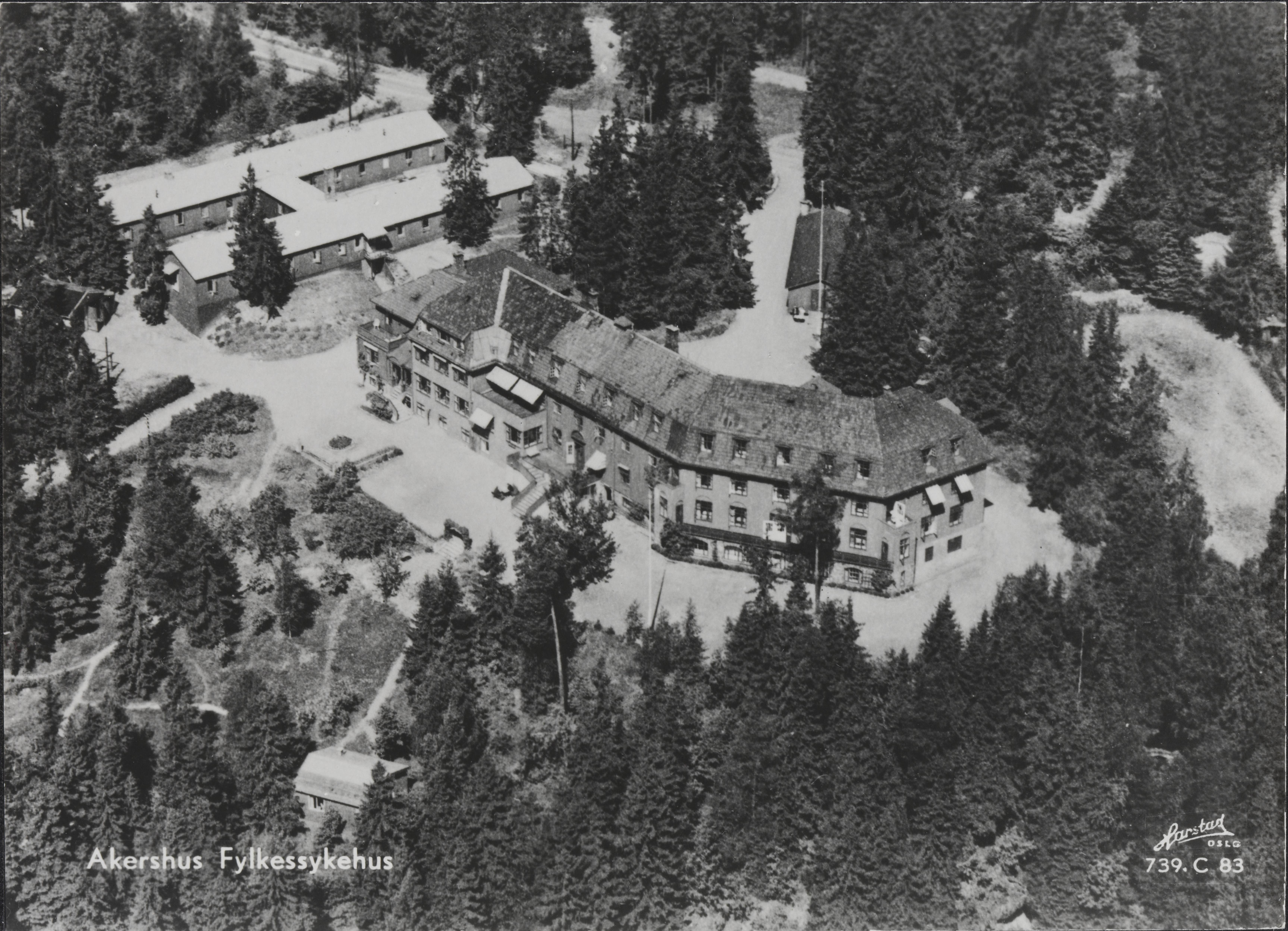
Akershus fylkessykehus
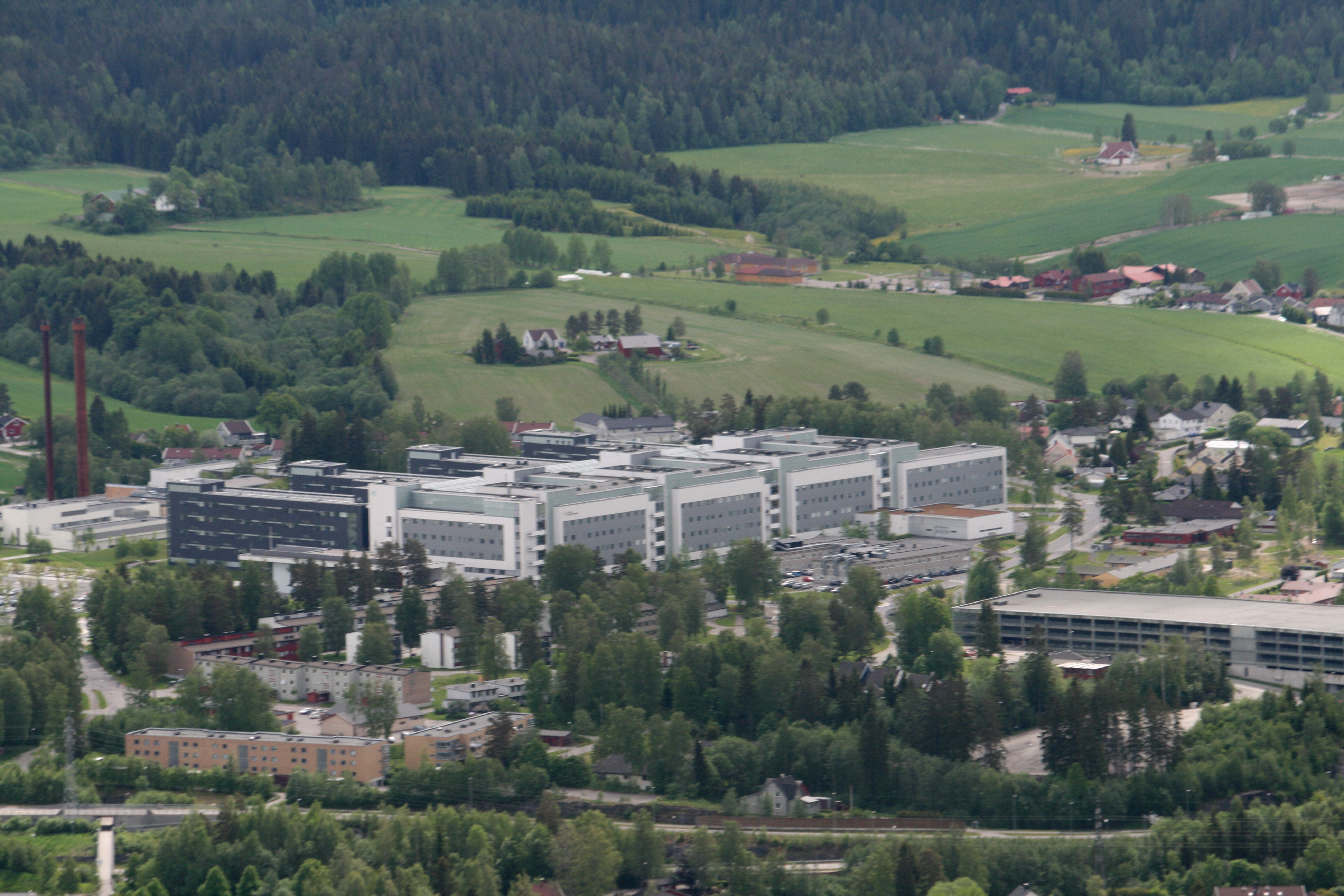
Akershus universitetssykehus från luften